# 哈克特斯敦
哈克特斯敦（Hackettstown）是美國紐澤西州沃倫郡的一個城市。據2010年美國人口普查，哈克特斯敦有人口9,724人，比2000年人口普查時的10,403人減少679人，比1990年的8,120人增加了2,283人。